# James Wilby
James Jonathon Wilby (Yangon, 20 febbraio 1958) è un attore britannico.
La sua interpretazione più rilevante è quella sostenuta nel film Maurice di James Ivory che gli valse il premio come migliore attore protagonista al Festival di Venezia 1987.

## Biografia

### Inizi
James Wilby nasce a Rangoon, Birmania, il padre era un dirigente della Briths Oxygen Company. Viene educato in Inghilterra dove frequenta il Sedburgh College e in seguito la Durham University. Intenzionato a diventare attore ha studiato presso la Royal Academy of Dramatic Art all'inizio degli anni '80. È sposato con Shana Louise Magraw, hanno quattro figli: Barnaby John Loxley, Florence Hannah Mary, Nathaniel Jerome e Jesse Jack.

### Carriera
Il primo ruolo da protagonista è nel film di James Ivory, Maurice del 1987, accanto a Hugh Grant e Rupert Graves. L'anno successivo recita nel drammatico Un amore d'estate accanto a Imogen Stubbs. Molto acclamata è stata la sua performance di Tony Last in Il matrimonio di Lady Brenda del 1988 accanto a Kristin Scott Thomas e Rupert Graves. Nel 1991 recita in Caccia alla vedova assieme a Isabella Rossellini. Nel 1992 è co-protagonista assieme a Emma Thompson e Anthony Hopkins nel film Casa Howard di James Ivory.
In Regeneration del 1997 recita il ruolo del poeta e soldato inglese Siegfried Sassoon, che diviene amico e sostenitore del poeta Wilfred Owen e del medico psichiatra William Rivers. Nel 1998 interpreta la parte di Sir Robert Chiltern, nell'adattamento cinematografico dell'opera di Oscar Wilde, An Ideal Husband. Recita anche nel fantasy per bambini Tom's Midnight Garden (Il giardino di mezzanotte), accanto a Greta Scacchi e Joan Plowright (1999). Per la sua interpretazione in Gosford Park (2001) riceve lo Screen Actor Guild Awards, come migliore performance dell'intero cast.

### Altro
Oltre al cinema Wilby è apparso in molti film per la televisione, come Tell Me That You Love Me, 1991; Lady Chatterley, 1993; Witness against Hitler, 1996; Treasure Seekers, 1996; The Dark Room, 1999; Bertie and Elizabeth, 2002; Sparkling Cyanide, 2002. Ha interpretato inoltre diverse serie televisive inglesi (A Tale of Two Cities, 1989; Original Sin, 1996; Trial & Retribution, 2000) e mini serie (Mother Love, 1989; Adam Bede, 1991; You, Me + It, 1993; The Woman in White, 1997; Island at War, 2004). È apparso assieme a Rupert Graves e Hugh Grant nel documentario The story of Maurice. Ha preso parte al video musicale Uptown Girl dei Westlife, 2001.

### Teatro
Ha recitato in A Patriot for Me, Barbican Theatre, London, 1995; As You Like It, Royal Exchange Theatre, Manchester, England; Chips with Everything, Leeds Playhouse, Leeds, England; Jane Eyre, Chichester, England; Who's Afraid of Virginia Woolf, Belgrade Theatre, Coventry, England.

## Filmografia

### Cinema
- Privileged, regia di Michael Hoffman (1982)
- Dreamchild, regia di Gavin Millar (1985)
- Camera con vista (A Room with a View), regia di James Ivory (1985)
- Maurice, regia di James Ivory (1987)
- Il matrimonio di Lady Brenda (A Handful of Dust), regia di Charles Sturridge (1988)
- Un amore d'estate (A Summer Story), regia di Piers Haggard (1988)
- Conspiracy, regia di Chris Bernard (1989)
- Caccia alla vedova, regia di Giorgio Ferrara (1991)
- Casa Howard (Howards End), regia di James Ivory (1992)
- Immaculate Conception, regia di Jamil Dehlavi (1992)
- La Partie d'Echecs, regia di Yves Hanchar (1994)
- Regeneration, regia di Gillies MacKinnon (1997)
- Il giardino di mezzanotte (Tom's Midnight Garden), regia di Willard Carroll (1999)
- Cotton Mary, regia di Ismail Merchant e Madhur Jaffrey (1999)
- An Ideal Husband, regia di William P. Cartlidge (1999)
- Jump Tomorrow, regia di Joel Hopkins (2001)
- Gosford Park, regia di Robert Altman (2001)
- De-Lovely - Così facile da amare (De-Lovely), regia di Irwin Winkler (2004)
- Gradiva (C'est Gradiva qui vous appelle), regia di Alain Robbe-Grillet (2006)
- Lady Godiva, regia di Vicky Jewson (2008)
- Shadows in the Sun, regia di David Rocksavage (2009)
- We Need to Talk About Kieran, regia di Steve Murphy e Daniel Smith Rowsey (2011)
- The Equestrian, regia di Sybil H. Mair - cortometraggio (2012)
- Yocasta, regia di Alexa Fontanini - cortometraggio (2013)
- Vincent, regia di Camille Griffin - cortometraggio (2013)
- ChickLit, regia di Tony Britten (2016)
- The Swing of It, regia di Douglas Ray - cortometraggio (2016)
- L'altra metà della storia (The Sense of an Ending), regia di Ritesh Batra (2017)
- Salt, regia di Raphael Chipperfield - cortometraggio (2019)
- Il ritratto del duca (The Duke), regia di Roger Michell (2020)
- Masquerade - Ladri d'amore (Mascarade), regia di Nicolas Bedos (2022)

### Televisione
- Le avventure di Sherlock Holmes (The Adventures of Sherlock Holmes) – serie TV, episodio 1x05 (1984)
- Metropolitan Police (The Bill) – serie TV, episodio 1x02 (1984)
- Dutch Girls, regia di Giles Foster - film TV (1985)
- The Storyteller – serie TV, episodio 1x07 (1988)
- A Tale of Two Cities – serie TV, episodi 1x01-1x02 (1989)
- The Jim Henson Hour – serie TV, episodio 1x09 (1989)
- Mother Love – serie TV, 4 episodi (1989)
- Screen One – serie TV, episodi 3x02-3x09 (1991-1992)
- You, Me and It – serie TV, episodi 1x01-1x02-1x03 (1993)
- Lady Chatterley – serie TV, 4 episodi (1993)
- Crocodile Shoes – miniserie TV, 7 episodi (1994)
- Witness Against Hitler, regia di Betsan Morris Evans - film TV (1996)
- I racconti della cripta (Tales from the Crypt) – serie TV, episodio 7x05 (1996)
- The Treasure Seekers, regia di Juliet May - film TV (1996)
- Original Sin – serie TV, episodi 1x01-1x02 (1997)
- The Woman in White, regia di Tim Fywell - film TV (1997)
- The Dark Room – serie TV, episodi 1x01-1x02 (1999)
- Trial & Retribution – serie TV, episodi 4x01-4x02 (2000)
- Adrian Mole: The Cappuccino Years – serie TV, episodio 1x03 (2001)
- Bertie and Elizabeth, regia di Giles Foster - film TV (2002)
- Westlife: Unbreakable - The Greatest Hits, Volume 1, regia di Brett Turnbull - film TV (2002)
- George Eliot: A Scandalous Life, regia di Mary Downes - film TV (2002)
- Murder in Mind – serie TV, episodio 3x01 (2003)
- Sparkling Cyanide, regia di Tristram Powell - film TV (2003)
- Island at War – miniserie TV, 6 episodi (2004)
- Testimoni silenziosi (Silent Witness) – serie TV, episodi 8x05-8x06 (2004)
- Foyle's War – serie TV, episodio 3x03 (2004)
- Jericho – miniserie TV, episodio 1x04 (2005)
- Surviving Disaster – miniserie TV, episodio 1x05 (2006)
- Miss Marple (Agatha Christie's Marple) – serie TV, episodio 2x04 (2006)
- Lewis – serie TV, episodio 1x03 (2007)
- The Last Days of the Raj, regia di Carl Hindmarch - film TV (2007)
- Clapham Junction, regia di Adrian Shergold - film TV (2007)
- Little Devil – miniserie TV, episodio 1x03 (2007)
- Comet Impact, regia di Keith Boak - film TV (2007)
- Un rischio che vale la pena di correre (A Risk Worth Taking), regia di Paul Seed - film TV (2008)
- Poirot (Agatha Christie's Poirot) – serie TV, episodio 11x03 (2008)
- L'ispettore Barnaby (Midsomer Murders) – serie TV, episodio 13x02 (2010)
- Mystery! – serie TV, 4 episodi (1990-2010)
- Diario di una squillo perbene (Secret Diary of a Call Girl) – serie TV, episodio 4x04 (2011)
- Titanic – miniserie TV, 4 episodi (2012)
- New Tricks - Nuove tracce per vecchie volpi (New Tricks) – serie TV, episodio 9x03 (2012)
- Best Possible Taste: The Kenny Everett Story, regia di James Strong - film TV (2012)
- Ripper Street – serie TV, episodio 2x04 (2013)
- The Great Train Robbery – miniserie TV, episodio 1x02 (2013)
- Law & Order: UK – serie TV, episodio 8x06 (2014)
- Il giovane ispettore Morse (Endeavour) – serie TV, episodio 2x04 (2014)
- Il nostro zoo (Our Zoo) – miniserie TV, episodio 1x05 (2014)
- Delitti in Paradiso (Death in Paradise) – serie TV, episodio 4x01 (2015)
- Strike Back – serie TV, 5 episodi (2015)
- Legends – serie TV, 4 episodi (2015)
- H.G. Wells (The Nightmare Worlds of H.G. Wells) – miniserie TV, episodio 1x03 (2016)
- Churchill's Secret, regia di Charles Sturridge - film TV (2016)
- Victoria – serie TV, episodio 1x07 (2016)
- Casualty – serie TV, 6 episodi (2016-2017)
- Padre Brown (Father Brown) – serie TV, episodio 6x08 (2018)
- Poldark – serie TV, 10 episodi (2017-2018)